# Adni Mahmud-paša Anđelović
Adni Mahmud-paša Anđelović (isto i Mahmud paša Hrvat) (tur. Veli Mahmud Paşa Novo Brdo, 1420. – 18. kolovoza 1474. ↓1) Uz ime mu je dodan počasni naziv Veli (svetac) koji se daje samo velikim šehovima. Bio je veliki vezir osmanskog carstva u dva navrata, od 1456. do 1466. te od 1472. do 1474. Pisao je poeziju na osmanskom turskom jeziku te perzijskome.

## Životopis
Podrijetlom tesalski Grk, iz poznate obitelji Angelos.  Prema nekim teorijama na osnovu nadimka "Hrvat" hrvatskoga podrijetla. Nju podupiru autor Barnette Miller (1941.) u knjizi The Palace school of Muhammad the Conqueror i Safvet-beg Bašagić (1931.) u Znameniti Hrvati Bošnjaci i Hercegovci. Nosio je i druge nadimke poput Abogović, Opuković i Bosanac, te pjesnički pseudonim Adni. U ranom djetinjstvu odveden je na osmanski dvor, gdje se obrazovao zajedno s princom Mehmedom. Ovaj ga je veoma volio i cijenio, radi čega ga je uzeo u svoju pratnju. Brzo je napredovao, te dobio položaj vezira. Kao veliki vezir sudjelovao je s Mehmedom II, tada već sultanom, u osvajačkim pohodima na Srbiju i Bosnu, pri čemu je zaslužan za zarobljavanje bosanskog kralja Stjepana Tomaševića u Ključu i njegovo dovođenje u Jajce, gdje je pogubljen.
Sagradio je džamije i medrese u Carigradu, Sofiji i Haskovu. Nakon Mehmedove naprasne smrti, radi dvorskih spletki bio je zatočen te je po jednoj vijesti počinio samoubojstvo a po drugim vijestima bio je pogubljen. Pokopan je kod svoje džamije u posebnome turbetu.

## Ostavština
Adnija bio je istaknuti državnik, vojskovođa i mislilac. Uživao je veliki ugled pa je velik broj pjesnika poslije njegove smrti napisao kronograme pune hvale. Ostavio je potpun divan na turskom jeziku i raspravu „Kibla“. I danas u Istanbulu traju neki od vakufa (zadužbina), koje je za života utemeljio ovaj pjesnik.